# 高安國
高安國（1944年4月3日—)，中華民國陸軍中將，民間組織「中華民國台灣軍政府」發起人、退役將領社會服務總會副總會長。曾任陸軍第六軍團副司令、陸軍花東防衛司令部司令，是中華民國國軍留美將領之一，退役後積極參與政治活動，反對台獨，支持九二共識與兩岸統一。2024年因受資爲中共在台發展組織被起诉。

## 生平
高安國出生於湖南省，5歲那年正值第二次國共內戰時期，在海南島戰役中隨軍隊從榆林軍港撤退至台灣。其父高篤倫少將曾參與對日抗戰及國共內戰，來台後擔任警備總司令部綠島地區指揮部少將指揮官、警備研究委員會委員、國軍退除役官兵輔導委員會南投縣聯絡中心主任等職。

### 軍旅生涯
高安國於鳳山高中畢業後受家庭教育影響，於1962年考入中華民國陸軍軍官學校第三十五期。曾就讀美國陸軍步兵學校高級班1972年班，是少數曾留學美國的將領。高安國曾擔任陸軍步兵269師參謀長、陸軍第302師師長、陸軍總部作戰計畫委員會委員、陸軍總司令辦公室主任、花東防衛司令部司令官、陸軍第六軍團副司令等職。

### 政治活動
2014年12月，高安國前往廈門市參加「2014中國海峽兩岸將軍論壇」。
2016年8月，高安國在中國大陸媒體投書表示：「30年前鄧小平提出一國兩制，和平統一的政策是有遠見的」，並表示：「由於蔡英文的倒行逆施，使得我們和平統一中國的大業不費一兵一卒就可以達成」。
2018年2月28日，高安國在中正纪念堂成立「中华民国台湾军政府」，宣稱要消滅當時引發爭議的組織台湾民政府，並实现中国和平统一，被认为是统派组织之一。
2021年6月，高安國在串流平台Youtube上發表影片，號召「領導三軍的將校們，……為了民族大義，該站出來的時候必須義無反顧地站出來！替天行道，把台灣人民從水深火熱之中拯救出來，確保台灣人民生命財產的安全，才是真正的愛台灣！，……全民起義國軍響應，一舉推翻這個民進黨詐騙集團，⋯⋯」，此言論引發外界批評，認為這是叛國行為。

### 共諜案
2024年12月16日，國防部軍事安全總隊及調查局偵辦高安國，並以高安國違反《國家安全法》為由將其移送高檢署，高安國遭羈押禁見。
2025年1月23日，台灣高等檢察署认定，高安國與五名包含退役軍人收受中共資金，犯罪所得達962萬餘元新台币，並在台發展武裝組織，密謀解放軍攻台時發動政變，協助解放軍接管台灣，同時拉攏現役軍人並刺探國軍軍事機密，以無人機偵查跟蹤國軍機動雷達車等作戰演練，並回報中共方。高檢署認定，本案共計六人違反《國安法》起訴，並對高安國求處10年以上有期徒刑。